# Diecezja Erfurtu

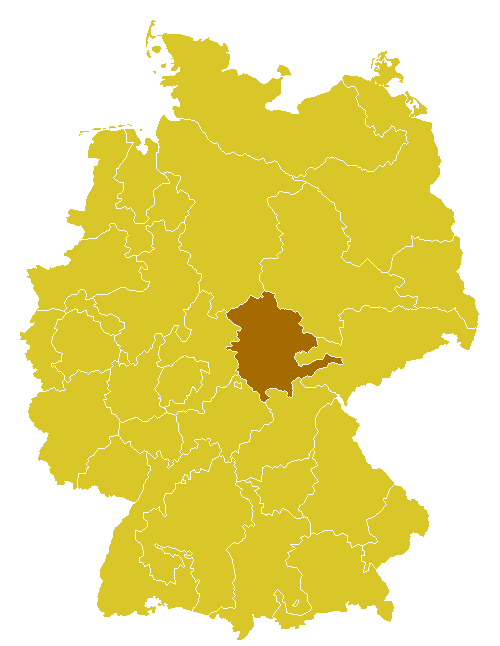
Obecne granice diecezji Erfurtu

Diecezja Erfurtu (niem. Bistum Erfurt, łac. Dioecesis Erfordiensis) – katolicka diecezja niemiecka położona w środkowej części kraju, obejmująca swoim zasięgiem większą część landu Turyngia. Siedziba biskupa znajduje się w katedrze w Erfurcie.

## Historia

### Pierwsze biskupstwo
Biskupstwo w Erfurcie zostało założone w 742 r. przez św. Bonifacego. Jego ufundowanie miało na celu chrystianizację Turyngii. Jednak w kilkanaście lat później w 755 r. zostało zniesione, a jego terytorium włączone do archidiecezji mogunckiej.

### W granicach innych diecezji
W 1821 r. Turyngia została przyłączona do diecezji Paderborn. Blisko sto lat później na przełomie 1929 i 1930 r. wyłączono kilkanaście parafii z obszaru Turyngii na rzecz diecezji Würzburga i diecezji Fuldy.
Po II wojnie światowej Turyngia znalazła się w granicach Niemieckiej Republiki Demokratycznej, oznaczało to podział dotychczasowych diecezji w Paderborn, Würzburgu i Fuldzie.

### Administratura apostolska
Dekretem Stolicy Apostolskiej 23 lipca 1973 r. została utworzona Administratura Apostolska dla Erfurtu-Meiningen, w skład której wchodziły wikariat generalny diecezji Fuldy w Erfurcie oraz komisariat apostolski diecezji Würzburga w Meiningen.

### Ponowne ustanowienie diecezji
Na podstawie umowy zawartej między rządem Turyngii a Stolicą Apostolską papież Jan Paweł II erygował diecezję Erfurtu na podstawie konstytucji apostolskiej Quo aptius z 27 czerwca 1994. Biskupstwo utworzono z przekształcenia administratury apostolskiej Erfurt-Meiningen, przy czym wyłączono z niej dekanat Gera na rzecz diecezji Fuldy. Diecezja Erfurtu została sufraganią metropolii Paderborn.
21 września 1994 papież Jan Paweł II listem apostolskim Fideles ecclesialis ustanowił św. Elżbietę z Turyngii główną patronką diecezji oraz św. Bonifacego i św. Kiliana jako współpatronów.

## Biskupi
- Biskup diecezjalny: Ulrich Neymeyr
- Biskup pomocniczy: Reinhard Hauke
- Biskupi seniorzy: Hans-Reinhard Koch, Joachim Wanke

## Podział administracyjny
1 stycznia 2005 miała miejsce reforma diecezji, w wyniku której zmniejszono liczbę dekanatów z 14 do 7, zaś liczbę parafii zredukowano ze 120 do 95 (w 2008 do 74). Zlikwidowane parafie przekształcono w filię niezlikwidowanych parafii.

### Dekanaty
| Lp. | Nazwa                     | Siedziba dekanatu     | Adres                                                                                           |
| --- | ------------------------- | --------------------- | ----------------------------------------------------------------------------------------------- |
| 1   | Dekanat Dingelstädt       | Dingelstädt           | Parafia pw. św. Gertrudy, Pfarrgasse, 237351 Dingelstädt                                        |
| 2   | Dekanat Erfurt            | Erfurt                | Parafia pw. św. Wigberta, Regierungsstraße, 7499096 Erfurt                                      |
| 3   | Dekanat Heiligenstadt     | Heilbad Heiligenstadt | Parafia pw. Przenajświętszej Maryi Panny St. Marien, Lindenallee, 4437308 Heilbad Heiligenstadt |
| 4   | Dekanat Leinefelde-Worbis | Leinefelde-Worbis     | Parafia pw. św. Pankracego, Turmstraße, 2437327 Leinefelde-Worbis                               |
| 5   | Dekanat Meiningen         | Meiningen             | Parafia pw. Przenajświętszej Maryi Panny, Mauergasse 22a, 98617 Meiningen                       |
| 6   | Dekanat Nordhausen        | Nordhausen            | Parafia katedralna pw. Krzyża Świętego, Domstraße 599734, Nordhausen                            |
| 7   | Dekanat Weimar            | Weimar                | Parafia pw. Serca Jezusa, Paul-Schneider-Straße, 399423 Weimar                                  |

## Patroni
- św. Elżbieta z Turyngii
- św. Bonifacy
- św. Kilian